# Bataille de Liberty
Guerre de Sécession
Batailles
Opérations pour contrôler le Missouri
- Boonville
- Cole Camp
- Carthage
- Wilson's Creek
- Dry Wood Creek
- Liberty
- Lexington (1re)
- Fredericktown
- Springfield (1re)
- Mount Zion Church
- Blackwater Creek (en)

La bataille de Liberty, appelée également bataille de Blue Mills Landing, est une bataille de la guerre de Sécession qui s'est déroulée le 17 septembre 1861. Les forces de l'Union souhaitent empêcher le passage de la rivière Missouri, au confluent de la Blue River (en), par les troupes de la milice du Missouri en route pour renforcer les hommes du général Sterling Price à Lexington.

## Avant la bataille
Après la victoire lors de la bataille de Wilson's Creek en août 1861, Price part en campagne pour prendre le contrôle de l'État du Missouri.
Le 15 septembre, il envoie le général David Rice Atchison au-devant de ses renforts pour les aider à traverser la rivière près de Liberty, dans le comté de Clay, dans le Missouri.
Le même jour, ordre est donné au lieutenant-colonel John Scott qui commande le 3e régiment d'infanterie de l'Iowa (en), stationné à Cameron, de faire route vers Liberty pour intercepter les rebelles et ainsi rejoindre le 16e régiment d'infanterie de l'Illinois (en), commandé par le colonel Robert F. Smith, et le 39e régiment d'infanterie de l'Ohio (en), qui gardent le pont de chemin de fer reliant les villes de Marion et Washington, dans le comté de Buchanan, et qui a déjà fait l'objet d'une attaque le 3 septembre 1861.
Le 3e Iowa se met en route, à marche forcée, sous une pluie battante. Le 16 septembre, il arrive à Centerville, à quelques miles de Liberty. Il est alors informé que des milliers de confédérés font route vers Lexington et qu'ils s'apprêtent à traverser la rivière à Blue Mills, au sud-est de Liberty. Les troupes de Scott sont composées du 3e Iowa, d'hommes du Mounted Missouri Home Guard et d'une pièce d'artillerie, soit environ 600 hommes. Des tirs de canons sont aussi entendus du côté de la position de Smith mais personne ne sait si ceux-ci viennents des Unionistes ou des Sudistes.

## La bataille
Le 17 septembre, après une rencontre avec une avancée ennemie, la cavalerie du Missouri se lance à sa poursuite mais se heurte au gros des troupes confédérées qui ouvrent le feu et tuent aussitôt 4 cavaliers et en blessant d'autres. Les forces fédérales font marche arrière, emmenant leurs blessés mais laissant leurs morts sur le terrain. Récupérés par les sudistes, ces derniers les placent le long de la route, en exposition.
Devant l'affront, Scott marche sur les rebelles et se fait accrocher. Il fait alors tirer 2 ou 3 coups de canon, sans succès. Le combat dure environ une heure. À la tombée du jour, les unionistes n'ont pas avancé d'un pouce et ils se retirent vers Liberty, laissant le champ de bataille aux sudistes.
Le lendemain, il n'y a plus personne, les rebelles ayant profité de la nuit pour traverser la rivière. Cette bataille est le premier véritable baptême du feu du 3e Iowa.

## Victimes
Les rapports officiels dénombrent 56 tués côté Nord et 70 côté Sud.Les blessés des forces unionistes sont soignés dans un hôpital installé au William Jewell College (en), et les morts sont inhumés autour de l'édifice.

## Sources
- "The Siege of Lexington, Missouri. The Battle of the Hemp Bales". Larry Wood, page 30
- "The war of the rebellion : a compilation of the official records of the Union and Confederate armies", volume 3, pages 193 à 195
- "Battle of Blue Mills", the Annals of Iowa, volume 14 (1924), pages 287 à 294 (Société Historique de l'État d'Iowa)
- "Iowa's Forgotten General : Matthew Mark Trumbull and the Civil War". Kenneth L. Lyftagt
- "Missouri in 1861 : The Civil War Letters of Franc B. Wilkie, Newspaper Correspondent". (2001), Press of the Camp Pope Bookshop, page 234